# Уголовное уложение 1903 года
22 марта (ст. стиля) 1903 года императором Николаем II было утверждено новое Уголовное уложение, в котором были учтены произошедшие в России изменения; характер и техника его нормативных установлений оказались таковы, что несмотря на смену общественно-политического строя в 1917 году, они не утратили актуальности и оказали существенное влияние на содержание нормативных актов советского периода.
Уложение состояло из 37 глав, включавших 687 статей, из которых 72 относились к общей части, которая содержала положения о преступлении и наказании, области действия уголовного закона, формах вины, субъекте преступления, обстоятельствах, исключающих преступность деяния и других институтах. Уложение объединяло в себе нормы, ранее разнесенные на два кодекса - Уложение о наказаниях и Устав о наказаниях, налагаемых мировыми судьями, и должно было полностью заменить оба этих закона.
Уложение 1903 года устанавливало, что преступлением признаётся деяние, «воспрещённое во время его совершения законом под страхом наказания»; в числе других его новшеств следует упомянуть запрет на применение уголовного закона по аналогии, введение категоризации уголовно-наказуемых деяний на тяжкие преступления, преступления и проступки, норму о возрастной невменяемости, упрощение системы наказаний. Основными видами наказаний по Уложению были смертная казнь, каторга, ссылка на поселение, заключение в исправительном доме, заключение в тюрьме, арест и денежная пеня (штраф).
Уложение так и не вступило в силу в полном объёме: в 1904 году были введены в действие его главы о государственных преступлениях, в 1906 — о религиозных, после этого до Октябрьской революции было введено в действие около 30 статей других его глав; действующим нормативным актом в области уголовного права вплоть до 30 ноября 1918 года оставалось Уложение 1845 года. Полностью уложение действовало лишь на территории Латвии, Литвы и Эстонии. 
Одной из причин, по которой Николай II неожиданно отказался ввести Уложение в действие в полном объеме, было предусмотренное им существенное изменение структуры мест заключения. В частности, тюрьма, к которой ранее приговаривали на сроки до 2 лет, теперь предназначалась только для заключенных со сроком до 1 года; сроки заключения в крепости, напротив, должны были увеличиться с 4 до 6 лет.
В период Первой мировой войны уголовное законодательство менялось, подстраиваясь под потребности государства, связанные с участием в войне: была усилена (вплоть до смертной казни) уголовная ответственность за деяния, связанные с уклонением от военной службы, за иные преступления, в том числе и в сфере экономики (уклонение от заказов, сокрытие ряда товаров и сырья).
Уголовное уложение 1903 года как и иное дореволюционное законодательство могло применяться до ноября 1918 года, «если оно не отменялось революцией и не противоречило революционной совести». Однако первые советские годы дореволюционное законодательство было отменено формально и советское уголовное право во многом сохраняло преемственность с дореволюционным законодательством. Дореволюционное законодательство было заменено в 1922—1929 годах советскими законами.
К особенностям кодифицированного уголовного законодательства Российской империи следует отнести суровость его статей, охраняющих от посягательств царскую власть. Так, по Уложению 1845 года злоумышление посягательства на жизнь, здоровье и честь царя (в форме так называемого «голого умысла», не подкреплённого никакими конкретными действиями) наказывалось смертной казнью (ст. 241), аналогичные нормы были предусмотрены в Уложении 1903 года: его ст. 99 предусматривала безальтернативное наказание в виде смертной казни за посягательство «вообще на неприкосновенность священной особы царствующего императора, императрицы или наследника престола»; заключением в крепость наказывалось оскорбление памяти усопших царственных особ.
Уложением 1903 года предусматривалась ответственность и за «политические» преступления: заключением в крепость каралось участие в скопище, собравшемся для выражения неуважения к верховной власти, порицания образа правления, сочувствия бунту или бунтовщикам, ссылкой — произнесение речи, составление, хранение, правка сочинений, возбуждающих к неповиновению власти (ст. 129, 132).

## Текст закона
- Новое уголовное уложение, Высочайше утвержденное 22 марта 1903 года. — СПб.: Изд. В.П.Анисимова, 1903. — 250 с.